# Eupithecia demnotat
Eupithecia demnotat är en fjärilsart som beskrevs av Jacob Hübner 1809/13. Eupithecia demnotat ingår i släktet Eupithecia och familjen mätare. Inga underarter finns listade i Catalogue of Life.